# نوی گراد
نوی گراد (به لاتین: Novi Grad) یک منطقهٔ مسکونی در بوسنی و هرزگوین است که در جمهوری صرب بوسنی واقع شده‌است. نوی گراد ۴۷۲٫۷۲ کیلومتر مربع مساحت و ۲۸٬۷۹۹ نفر جمعیت دارد.

## نگارخانه

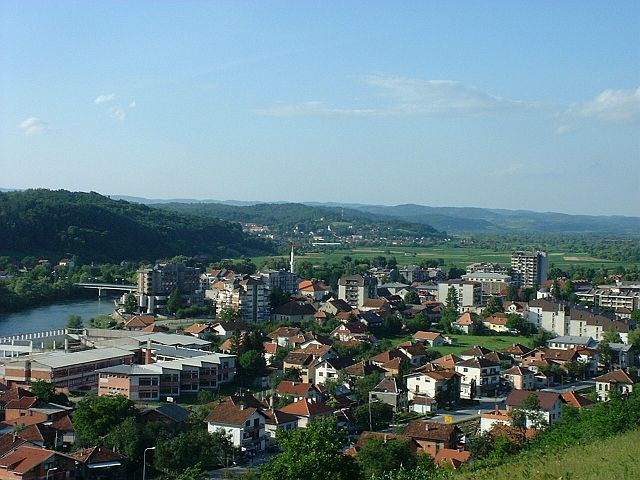
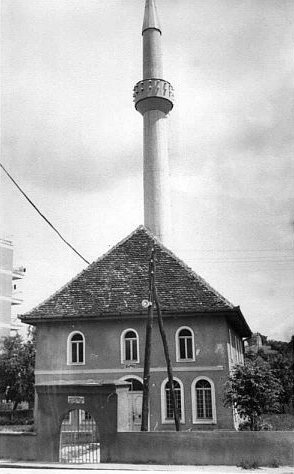